# Greensleeves (Engels volkslied)

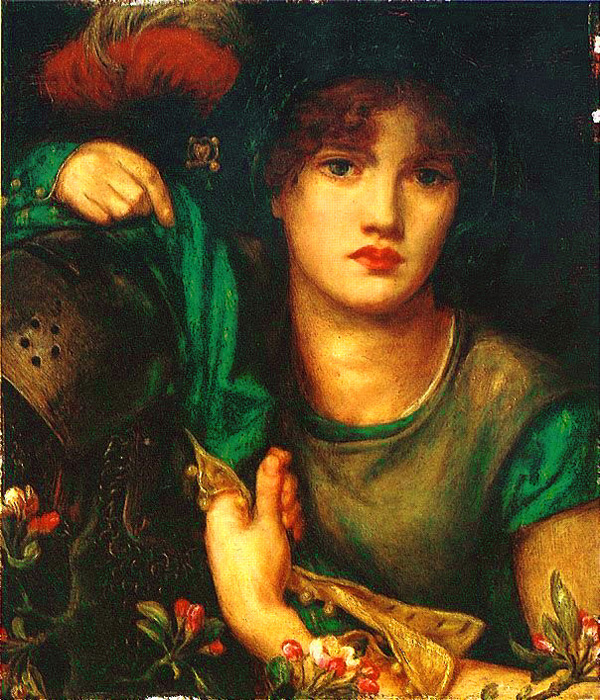
My Lady Greensleeves door Dante Gabriel Rossetti

Greensleeves is een oud Engels volksliedje, een traditional, in de vorm van een romanesca.
Een "ballad" met deze naam werd door Richard Jones in september 1580 geregistreerd bij de Londense Stationer's Company. De melodie is te vinden in verschillende laat-16e-eeuwse en vroeg-17e-eeuwse bronnen, zoals het Ballet MS Lute Book en Het Luitboek van Thysius, en wordt eveneens in een aantal handschriften bewaard in de Seeley Historical Library van de Universiteit van Cambridge. 
Volgens de overlevering zou  Greensleeves gecomponeerd zijn door Hendrik VIII voor zijn geliefde, de toekomstige koningin Anna Boleyn.
In de 20e eeuw werd het een jazzstandard met uitvoeringen van onder meer Coleman Hawkins op tenorsaxofoon en John Coltrane op sopraansaxofoon. In Nederland is de versie van de Italiaanse componist en dirigent Annunzio Paulo Mantovani bekend vanwege het radioprogramma Candlelight van Jan van Veen.